# Erik Zabel

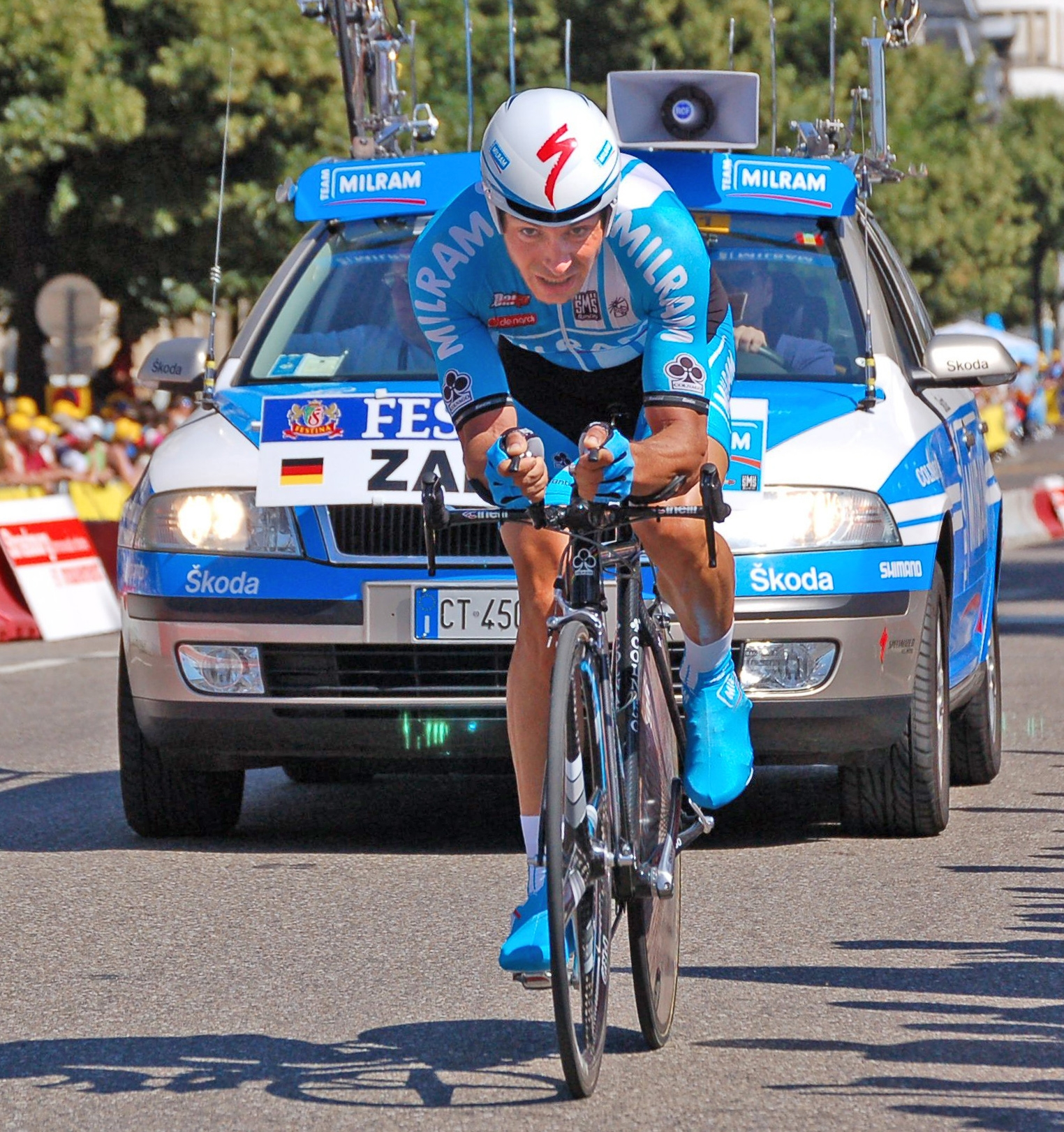
Erik Zabel i Team Milram, Tour de France 2006.

Erik Zabel, född 7 juli 1970 i Östberlin, är en tysk före detta professionell cyklist. Zabel har vunnit över 200 tävlingar och etapper under sin karriär. Han är framför allt känd som spurtare. Han blev professionell 1993 och avslutade sin karriär efter säsongen 2008.
Zabel blev professionell 1993 med Telekom-stallet och det var för det stallet han fortsatte att tävla med fram till och med säsongen 2005. Zabel har bland annat rekordet i antalet segrar i poängtävlingen i Tour de France med sex stycken vinster i rad mellan 1996 och 2001. Under sin karriär vann han också tre poängtävlingar i Vuelta a España. Han har också vunnit spurttävlingarna Paris-Tours och Milano-San Remo ett par gånger. 2006 körde han i Team Milram, samma stall som en annan spurtare, Alessandro Petacchi. Detta år vann han två etapper i Vuelta a España och blev tvåa på världsmästerskapens linjelopp efter italienaren Paolo Bettini.

## Karriär
Efter flera bra resultat som amatörcyklisten blev Zabel professionell med ett mindre tyskt stall 1992. Året därpå gick han vidare till Telekom, som senare blev T-Mobile Team. Det var där han blev en vinstrik spurtare. Men jämfört med andra spurtare så tappade inte tysken alltför mycket tid i bergen och kunde därmed fortsätta de långa etapploppen till slutet. Andra spurtare, bland andra Mario Cipollini, var tvungna att lämna tävlingen när bergen kom. Därför hade han inte endast chansen att bära den gula ledartröjan, med hjälp av tidsbonus, utan kunde också vinna den gröna poängtröjan.
Sin första stora seger tog Zabel den 12 oktober 1994 när han vann Paris-Tours för första gången, en tävling som han sedan också vann 2003 och 2005.
Zabel slutade också trea i världsmästerskapens linjelopp 2002 efter Mario Cipollini och Robbie McEwen. Två år senare tog han silvermedaljen efter spanjoren Óscar Freire.
Erik Zabel har vunnit åtta klassiker i sin karriär.
Under säsongen 2000 slutade Erik Zabel trea i Paris-Roubaix efter belgarna Johan Museeuw och Peter Van Petegem.
Den 24 maj 2007 erkände Zabel att han hade använt erytropoietin, EPO, under den första veckan av Tour de France 1996, men att bieffekterna gjorde han slutade bloddopa sig. En vecka efter sitt dopningserkännande vann han andra etappen på Tour of Bayern.
 2007 vann han också etapp 7 under Vuelta a España.
I juli 2013 erkände Zabel att han dopat sig under större delen av sin karriär, från 1996 till 2004.
Under säsongen 2008 vann tysken etapp 2 av Vuelta Ciclista a la Communidad Valenciana. Han vann också uppvisningsloppen Nacht von Hannover, Bochum och Profronde van Surhuisterveen.
Inför världsmästerskapen i Varese 2008 meddelade Erik Zabel att han tänkte avsluta sin karriär efter säsongen.

## Stall
- Telekom 1993–2005
- Team Milram 2006–2008